# Seznam dílů seriálu První republika
Toto je seznam dílů seriálu První republika. První republika je český historický seriál vysílaný Českou televizí na programu ČT1 od 17. ledna 2014. Seriál mapuje životy podnikatelské rodiny Valentových v období od začátku První republiky až do roku 1945.

## Přehled řad
| Řada | Díly | Premiéra       | Premiéra           |
| Řada | Díly | První díl      | Poslední díl       |
| ---- | ---- | -------------- | ------------------ |
| 1    | 22   | 17. ledna 2014 | 13. června 2014    |
| 2    | 13   | 8. září 2017   | 1. prosince 2017   |
| 3    | 13   | 7. září 2018   | 30. listopadu 2018 |

## Seznam dílů

### První řada (2014)
| Č. v seriálu | Č. v řadě | Původní název        | Režie                                     | Scénář                                                       | Datum premiéry  | Sledovanost (v milionech) |
| ------------ | --------- | -------------------- | ----------------------------------------- | ------------------------------------------------------------ | --------------- | ------------------------- |
| 1            | 1         | Ztracený syn         | Biser A. Arichtev                         | Jan Gardner a Magdalena Buštová                              | 17. ledna 2014  | 1,639                     |
| 2            | 2         | Lhář prolhaná        | Biser A. Arichtev                         | Jan Gardner a Magdalena Buštová                              | 24. ledna 2014  | 1,469                     |
| 3            | 3         | Milodary             | Biser A. Arichtev                         | Jan Gardner, Magdalena Buštová a Pavel Gotthard              | 31. ledna 2014  | 1,391                     |
| 4            | 4         | Španělská chřipka    | Biser A. Arichtev                         | Jan Gardner, Magdalena Buštová a Adam Pražák                 | 7. února 2014   | 1,452                     |
| 5            | 5         | Arsenik              | Biser A. Arichtev                         | Jan Gardner, Magdalena Buštová a Pavel Gotthard              | 14. února 2014  | 1,349                     |
| 6            | 6         | Láska je utrpením    | Biser A. Arichtev                         | Jan Gardner, Magdalena Buštová a Hana Cielová                | 21. února 2014  | 1,392                     |
| 7            | 7         | Módní salón Valenta  | Biser A. Arichtev Johana Steiger-Antošová | Jan Gardner, Magdalena Buštová a Pavel Gotthard              | 28. února 2014  | 1,346                     |
| 8            | 8         | Andělíčkář           | Biser A. Arichtev                         | Jan Gardner, Magdalena Buštová a Pavel Gotthard              | 7. března 2014  | 1,281                     |
| 9            | 9         | Rudi                 | Biser A. Arichtev                         | Jan Gardner, Magdalena Buštová a Pavel Gotthard              | 14. března 2014 | 1,343                     |
| 10           | 10        | Ano                  | Biser A. Arichtev                         | Jan Gardner, Magdalena Buštová, Pavel Gotthard a Adam Pražák | 21. března 2014 | 1,293                     |
| 11           | 11        | Piknik               | Biser A. Arichtev                         | Jan Gardner, Magdalena Buštová a Hana Cielová                | 28. března 2014 | 1,258                     |
| 12           | 12        | Stavidlo             | Biser A. Arichtev                         | Jan Gardner, Magdalena Buštová a Pavel Gotthard              | 4. dubna 2014   | 1,286                     |
| 13           | 13        | Iniciála V           | Biser A. Arichtev                         | Jan Gardner, Magdalena Buštová a Pavel Gotthard              | 11. dubna 2014  | 1,338                     |
| 14           | 14        | Zpovědní tajemství   | Biser A. Arichtev                         | Jan Gardner, Magdalena Buštová a Pavel Gotthard              | 18. dubna 2014  | 1,250                     |
| 15           | 15        | Dobré jméno          | Biser A. Arichtev                         | Jan Gardner, Magdalena Buštová a Hana Cielová                | 25. dubna 2014  | 1,200                     |
| 16           | 16        | Bratrská láska       | Biser A. Arichtev                         | Jan Gardner, Magdalena Buštová a Pavel Gotthard              | 2. května 2014  | 1,272                     |
| 17           | 17        | Čarodějka            | Biser A. Arichtev                         | Jan Gardner, Magdalena Buštová a Pavel Gotthard              | 9. května 2014  | 1,075                     |
| 18           | 18        | Jízdenky do Paříže   | Biser A. Arichtev                         | Jan Gardner, Magdalena Buštová a Hana Cielová                | 16. května 2014 | 1,349                     |
| 19           | 19        | Svědci z onoho světa | Biser A. Arichtev                         | Jan Gardner, Magdalena Buštová a Pavel Gotthard              | 23. května 2014 | 1,111                     |
| 20           | 20        | Eskamotér            | Biser A. Arichtev                         | Jan Gardner, Magdalena Buštová a Pavel Gotthard              | 30. května 2014 | 1,203                     |
| 21           | 21        | Sbohem a odpusťte    | Biser A. Arichtev                         | Jan Gardner, Magdalena Buštová a Pavel Gotthard              | 6. června 2014  | 1,091                     |
| 22           | 22        | Štvanice             | Biser A. Arichtev                         | Jan Gardner, Magdalena Buštová a Pavel Gotthard              | 13. června 2014 | 1,224                     |

### Druhá řada (2017)
V květnu 2014 ohlásila Česká televize přípravu druhé řady seriálu s 20 epizodami. Později byl počet epizod pro tuto řadu snížen na 13.
| Č. v seriálu | Č. v řadě | Původní název | Režie             | Scénář     | Datum premiéry     | Sledovanost (v milionech) |
| ------------ | --------- | ------------- | ----------------- | ---------- | ------------------ | ------------------------- |
| 23           | 1         | Díl první     | Biser A. Arichtev | Jan Coufal | 8. září 2017       | 0,974                     |
| 24           | 2         | Díl druhý     | Biser A. Arichtev | Jan Coufal | 15. září 2017      | 0,864                     |
| 25           | 3         | Díl třetí     | Biser A. Arichtev | Jan Coufal | 22. září 2017      | 0,879                     |
| 26           | 4         | Díl čtvrtý    | Biser A. Arichtev | Jan Coufal | 29. září 2017      | 0,839                     |
| 27           | 5         | Díl pátý      | Biser A. Arichtev | Jan Coufal | 6. října 2017      | 0,911                     |
| 28           | 6         | Díl šestý     | Biser A. Arichtev | Jan Coufal | 13. října 2017     | 0,855                     |
| 29           | 7         | Díl sedmý     | Biser A. Arichtev | Jan Coufal | 20. října 2017     | 0,806                     |
| 30           | 8         | Díl osmý      | Biser A. Arichtev | Jan Coufal | 27. října 2017     | 0,872                     |
| 31           | 9         | Díl devátý    | Biser A. Arichtev | Jan Coufal | 3. listopadu 2017  | 0,877                     |
| 32           | 10        | Díl desátý    | Biser A. Arichtev | Jan Coufal | 10. listopadu 2017 | 0,833                     |
| 33           | 11        | Díl jedenáctý | Biser A. Arichtev | Jan Coufal | 17. listopadu 2017 | 0,764                     |
| 34           | 12        | Díl dvanáctý  | Biser A. Arichtev | Jan Coufal | 24. listopadu 2017 | 0,869                     |
| 35           | 13        | Díl třináctý  | Biser A. Arichtev | Jan Coufal | 1. prosince 2017   | 0,818                     |

### Třetí řada (2018)
Jedna z hlavních postav seriál po druhé řadě opustila.
| Č. v seriálu | Č. v řadě | Původní název | Režie             | Scénář     | Datum premiéry     | Sledovanost (v milionech) |
| ------------ | --------- | ------------- | ----------------- | ---------- | ------------------ | ------------------------- |
| 36           | 1         | Díl první     | Biser A. Arichtev | Jan Coufal | 7. září 2018       | 0,767                     |
| 37           | 2         | Díl druhý     | Biser A. Arichtev | Jan Coufal | 14. září 2018      | 0,776                     |
| 38           | 3         | Díl třetí     | Biser A. Arichtev | Jan Coufal | 21. září 2018      | 0,697                     |
| 39           | 4         | Díl čtvrtý    | Biser A. Arichtev | Jan Coufal | 28. září 2018      | 0,673                     |
| 40           | 5         | Díl pátý      | Biser A. Arichtev | Jan Coufal | 5. října 2018      | 0,671                     |
| 41           | 6         | Díl šestý     | Biser A. Arichtev | Jan Coufal | 12. října 2018     | 0,786                     |
| 42           | 7         | Díl sedmý     | Biser A. Arichtev | Jan Coufal | 19. října 2018     | 0,706                     |
| 43           | 8         | Díl osmý      | Biser A. Arichtev | Jan Coufal | 26. října 2018     | 0,752                     |
| 44           | 9         | Díl devátý    | Biser A. Arichtev | Jan Coufal | 2. listopadu 2018  | 0,750                     |
| 45           | 10        | Díl desátý    | Biser A. Arichtev | Jan Coufal | 9. listopadu 2018  | 0,819                     |
| 46           | 11        | Díl jedenáctý | Biser A. Arichtev | Jan Coufal | 16. listopadu 2018 | 0,743                     |
| 47           | 12        | Díl dvanáctý  | Biser A. Arichtev | Jan Coufal | 23. listopadu 2018 | 0,769                     |
| 48           | 13        | Díl třináctý  | Biser A. Arichtev | Jan Coufal | 30. listopadu 2018 | 0,892                     |